# Europapokal der Landesmeister (Handball) 1956/57
Der Europapokal der Landesmeister im Handball in der Saison 1956/57 wurde unter mehreren Stadtauswahlen Europas ausgespielt. Im Finale am 9. März 1957 in Paris bezwang Prag die Auswahl Örebros mit 21:13.
Für die BRD war Haßloch im Turnier, für die DDR Berlin.

## 1. Runde
| Sonntag, 18. November 1956 15:00 Uhr | Lüttich                                                                                  | 15:9  | Esch an der Alzette | Place de l'Yser, Lüttich |
| Sonntag, 18. November 1956 15:00 Uhr | meiste Tore: Viatour (4) Curtzen & Delchambre (3) Deom (2) Mossoux, Lempaire & Bloom (1) | (8:3) |                     | Place de l'Yser, Lüttich |
| Sonntag, 18. November 1956 15:00 Uhr | [ 2 ]                                                                                    |       |                     | Place de l'Yser, Lüttich |

- Bei schlechtem Wetter hätte das Spiel im Palais 2 in Lüttich stattgefunden.

## Achtelfinale
| Samstag, 24. November 1956 | Haßloch | 27:8 | Lüttich |  |
| Samstag, 24. November 1956 |         |      |         |  |
| Samstag, 24. November 1956 | [ 4 ]   |      |         |  |

| Sonntag, 25. November 1956 19:15 Uhr | Barcelona                                                                         | 14:18  | Paris                                                                                            | Palau Municipal d’Esports, Barcelona Schiedsrichter: Augustos Peter |
| Sonntag, 25. November 1956 19:15 Uhr | meiste Tore: Fondevila (5) Pena & Pregona (3) Casajuna, J.L. Garcia & Guardia (1) | (7:10) | meiste Tore: Pichot (5) Chastanier (3) Beaucourt, Benoit, Briatte & Hoinant (2) Banide & Byl (1) | Palau Municipal d’Esports, Barcelona Schiedsrichter: Augustos Peter |
| Sonntag, 25. November 1956 19:15 Uhr | [ 6 ]                                                                             |        |                                                                                                  | Palau Municipal d’Esports, Barcelona Schiedsrichter: Augustos Peter |

Linienrichter: Nueno & Lázaro 
| Sonntag, 23. Dezember 1956 19:00 Uhr | Bukarest                                                | 13:12  | Belgrad                                                               | Floreasca Halle, Bukarest Zuschauer: 5000 Schiedsrichter: Alfred Tschantz |
| Sonntag, 23. Dezember 1956 19:00 Uhr | meiste Tore: Bulgaru & Sauer (5) Nedeff (2) Căliman (1) | (5:10) | meiste Tore: Cvijevici (5) Milici (4) Vucikovici (2) Markovici II (1) | Floreasca Halle, Bukarest Zuschauer: 5000 Schiedsrichter: Alfred Tschantz |
| Sonntag, 23. Dezember 1956 19:00 Uhr | [ 7 ] [ 8 ]                                             |        |                                                                       | Floreasca Halle, Bukarest Zuschauer: 5000 Schiedsrichter: Alfred Tschantz |

## Viertelfinale
|            | Ergebnis |              |
| ---------- | -------- | ------------ |
| Prag       | 24:19    | Bukarest     |
| Kopenhagen | 22:12    | Kattowitz    |
| Paris      | 18:15    | Haßloch      |
| Örebro     | 15:12    | Berlin (Ost) |

## Halbfinale
|        | Ergebnis |            |
| ------ | -------- | ---------- |
| Prag   | 25:18    | Kopenhagen |
| Örebro | 30:17    | Paris      |

## Finale
Das Finale fand am 9. März 1957 in Paris statt.
|      | Ergebnis |        |
| ---- | -------- | ------ |
| Prag | 21:13    | Örebro |